# The Wishing Ring: An Idyll of Old England
The Wishing Ring: An Idyll of Old England és una pel·lícula muda de la World Film Company que va ser dirigida per Maurice Tourneur i que tenia com a protagonistes principals Vivian Martin, en la seva primera aparició al cinema, i Chester Barnett. Va ser estrenada el 9 de novembre de 1914. Està basada en l'obra de teatre homònima d'Owen Davis estrenada el 1910. La pel·lícula va ser filmada a Fort Lee i produïda per la World Film Corporation. Tot i que es considerava una pel·lícula perduda, se’n va localitzar una còpia de 16 mm a Anglaterra. El 2012, el National Film Registry de la Biblioteca del Congrés dels Estats Units la va seleccionar per a la seva preservació degut al seu interès cultural, històric o estètic.

## Argument
Quan Giles, el fill del comte de Bateson, és expulsat de la universitat per embriaguesa, el seu pare es nega a perdonar-lo i li envia una nota on li diu que no el vol tornar a veure fins que pugui demostrar ser-ne digne guanyant mitja corona. Per això, s'adreça a la finca del senyor Annesley on es troba amb Sally, la filla d'un pobre vicari, que ha estat robant roses per a l'església del seu pare. Ella creu que Giles és un jardiner. Tot passejant, es troben amb uns gitanos que mostren a Sally un "anell màgic". Giles el compra i li regala. Sally es convenç del poder de l'anell quan els seus desitjos (com quan aconsegueix un vestit i sabates noves per portar a la festa que el comte ha de fer per als vilatans) es fan realitat. En realitat però, Giles és el responsable dels regals.
A la festa, Sally descobreix accidentalment la nota del comte, s'adona de qui és realment Giles, i que pare i fill es troben distanciats. Sally es proposa reconciliar-los i per això visita el comte cada dia per jugar als escacs i així distreure’l de la gota que pateix. Els gitanos expliquen a Sally que al barranc del Diable pot trobar una herba que pot curar la gota. Sally es lesiona tractant de recollir les herbes i en no tornar una partida de gent la busca fins que la troba inconscient i la porten a casa seva. El comte ve a veure-la, primer aturant-se en una fonda, on dona corona mitjana al mosso de quadra perquè s'encarregui del seu cavall. Casualment, aquest és en Giles i per tant, pot demostrar al seu pare digne que és digne de tornar i es casa amb Sally amb la benedicció del comte.

## Repartiment
- Vivian Martin (Sally)
- Alec B. Francis (Comte de Bateson)
- Chester Barnett (Giles, fill del comte)
- Gyp Williams (l'orfe, un gos)
- Simeon Wiltsie (el vicari)
- Walter Morton (Mr. Annesley)
- Johnny Hines (Jolly Boy)
- Rose Melville (Sis Hopkins)
- Frederick Truesdell
- Holbrook Blinn
- James Young